# Dínamo do Kwanza Sul
Dínamo do Kwanza Sul, popularmente chamado de Dínamos de Sumbe, é um clube de futebol da cidade de Sumbe, a capital da província do Cuanza Sul, em Angola. Disputou o Girabola nos anos de 1985, 1986 e 1988.